# Susanna Mildonian
Susanna Mildonian (Venetië, 2 juli 1940 – Brussel, 7 oktober 2022) was een Belgisch harpiste van Armeense afkomst.

## Loopbaan
Binnen de familie werd meer gemusiceerd. Haar moeder speelde piano en ook haar broer en zussen bespeelden muziekinstrumenten. Haar harpopleiding vond plaats bij Margherita Cicognari aan het Conservatorium Benedetto Marcello in Venetië, waar ze in 1959 een eerste prijs haalde. Ze vervolgde haar studie aan het Conservatoire de Paris te Parijs bij docent Pierre Jamet, wat ook een eerste prijs opleverde. Ze deed mee aan diverse harpwedstrijden, waarbij ook eerste prijzen haar ten deel vielen in Israël (1959), Genève (1964) en Parijs (Concours Marcel Tournier, 1971). Bovendien won ze een Grand Prix du Disque. Al vanaf jonge leeftijd trok ze als harpiste (solospel en met orkest) de wereld over vanuit Venetië waarbij ze ook speelde in het Concertgebouw te Amsterdam (met het Concertgebouworkest onder Rafael Kubelik in het Harpconcert HWV 294 van Händel op 17 oktober 1959) en in Carnegie Hall in New York (1972). Ze vormde langere tijd een duo met de fluitist Maxence Larrieu.
Vanaf 1971 was ze harpdocent aan instellingen als het Koninklijk Conservatorium Brussel en de conservatoria in Tilburg en Rotterdam. Voorts gaf ze zomercursussen in Siena (Accademia Musicale Chigiana) en Venetië (Centro di Cultura Musicale Superiore). In 2004 ging ze in Brussel met pensioen en schonk ze haar verzameling van 500 stuks partituren aan een van de genoemde instellingen. 
Mildonian overleed op 82-jarige leeftijd.

## Opnamen
Tot de cd-opnamen van Susanna Mildonian behoren harpconcerten van Alberto Ginastera, Heitor Villa-Lobos, François-Joseph Gossec en Louis Spohr. Ze nam ook haar transcriptie voor harp op van de pianosonate van Mateo Antonio Pérez de Albéniz (1755-1831).